# Thibaud Briet
Thibaud Briet, né le 14 décembre 1999 à Rouen, est un joueur français de handball évoluant au poste d'arrière gauche.
Il se révèle au HBC Nantes lors de la saison 2020-2021 et connait ainsi sa première sélection en équipe de France le 9 janvier 2022[réf. nécessaire].
En décembre 2022 il a prolongé son contrat avec le HBC Nantes jusqu'en 2028.

## Biographie
Thibaud Briet débute le handball à l’âge de 10 ans au AL Déville HB où il évoluera dans les catégories jeunes U11, U13, U15, U16 et U17. Il y remportera le titre de champion de région Normandie en U16 et la coupe de Seine Maritime en U17. Lors de la saison 2012/13, il est sélectionné dans l'équipe du comité 76 et participe aux compétitions inter comités. En sortie de 3ème (2014), il n'est pas retenu pour accéder au pôle espoir de Normandie, situé à Evreux. Il rejoint en 2016 le Rouen Handball où il joue en -18 France. Il obtient son bac scientifique en 2017. Il évolue ensuite 2 saisons (2017/18 et 2018/19) en Championnat de France Seniors Nationale 3 (D5), équipe avec laquelle il obtiendra l'accession en Nationale 2 (D4) lors de la 2ème saison. 
Ce n'est qu'à près de 20 ans que se profile pour lui une carrière professionnelle lorsqu'il intègre le centre de formation du HBC Nantes à l'été 2019. Il poursuit en parallèle ses études en IUT génie thermique qu'il obtiendra en 3 ans avec un aménagement des cours. Les blessures des titulaires au poste ARG de l'équipe professionnelle le propulse au sein du groupe professionnel dès la préparation du mois d'août 2019. En complément du centre de formation, il est très rapidement intégré à l'équipe professionnelle. Première feuille de match le 05 septembre 2019 face à l'USDK. Il marque son premier but en octobre face à Tremblay le 2 octobre 2019. Au terme de cette première saison d'apprentissage, il signe un contrat professionnel de 3 ans avec le club nantais.

## Palmarès

### En club
Compétitions internationales
- Ligue des champions
  - Quatrième en 2021
  - Troisième en 2025

Compétitions nationales
- Championnat de France
  - Deuxième en 2022 et 2024 et 2025
- Coupe de France
  - Vainqueur en 2023 et 2024
  - Finaliste  en 2022
- Coupe de la Ligue
  - Vainqueur en 2022
- Trophée des champions
  - Vainqueur en 2022 et 2024

### En sélection
- 4e place au Championnat d'Europe 2022
- Médaille d'argent au Championnat du monde 2023
- Médaille de bronze au championnat du monde 2025

### Distinctions individuelles
- nommé à l'élection du meilleur espoir du championnat de France en 2020-2021
- nommé à l'élection du meilleur arrière gauche (2ème) et meilleur défenseur (2ème) du championnat de France 2023-24
- lauréat / MVP meilleur arrière gauche et meilleur joueur du championnat de France 2024-25
- lauréat du plus beau but du final four de l'EHF champion's league 2024-25